# رنسانس انگلستان
رنسانس انگلستان (انگلیسی: English Renaissance) جنبشی هنری و فرهنگی در انگلستان از اوایل قرن شانزدهم تا اوایل قرن هفدهم بود. این جنبش در ارتباط با رنسانس در تمام اروپا است که معمولاً شروع آن در قرن چهاردهم در ایتالیا در نظر گرفته می‌شود. مانند بیشتر بقیه اروپای شمالی، انگلستان تا بیشتر از یک قرن بعد شاهد کمی از این تحولات بود. به هر حال، سبک و ایده‌های رنسانس به آرامی به انگلستان نفوذ کردند و عصر الیزابت در نیمه دوم قرن شانزدهم اغلب اوج رنسانس انگلستان در نظر گرفته می‌شود. با این حال، بسیاری از دانشوران آغاز آن را در اوایل قرن شانزدهم در دوران سلطنت هنری هشتم می‌دانند.